# 野村愛
野村 愛（のむら あい、1994年12月8日 - ）は、日本の元子役。本名はのむら めぐみ（表記同じ）。
所属は東宝芸能。神奈川県相模原市に在住。

## 略歴
- 1996年 劇団のオーディションに合格。その日にCMのオファーがきた。
- 2000年 活動休止。
- 2001年 事務所を退所。

## 出演作品

### テレビドラマ
- 未成年（1996年 フジテレビ） 上谷しおり（子供時代） 役
- 水戸黄門（1997年 TBSテレビ） 酒屋の娘、香 役
- GTO（1998年 フジテレビ） 佐々木実里 役
- 遠山の金さんVS女ねずみ（1998年 テレビ朝日） とんぼ 役
- 耀（1998年 日本テレビ） 風間南 役
- 寺子屋ゆめ指南（1999年） お咲 役
- キッズ・ウォー3～ざけんなよ～（2001年 TBSテレビ） 蔵元友子 役

### CM
- セガ（1996年）
- 東芝（1996年）
- 三井不動産販売「リハウス」（1997年） リハウスガール妹 役
- NTTドコモ（1999年） 子供携帯イメージガール
- 小学館 小学一年生入学準備スタート
- マリオパーティ3（2000年）